# 이탈리아 공동선
이탈리아 공동선(이탈리아어: Italia. Bene Comune, 영어: Italy. Common Good, IBC)은 이탈리아의 중도좌파 연합으로 2013년 이탈리아 총선과 동시에 소멸했다.

## 주요 정당
| 정당                  | 이념         | 대표                   |
| --------------------- | ------------ | ---------------------- |
| 민주당 (PD)           | 사회민주주의 | 피에르 루이지 베르사니 |
| 좌파생태자유당 (SEL)  | 사회민주주의 | 니키 벤돌라            |
| 민주중도당 (CD)       | 중도주의     | 브루노 타바치          |
| 이탈리아 사회당 (PSI) | 사회민주주의 | 리카르도 렌치니        |

## 역대 선거결과

### 이탈리아 의회
| 이탈리아 하원 |                 |        |           |     |                        |
| 선거          | 합계            | 득표율 | 의석      | +/– | 대표                   |
| 2013년        | 10,047,603 (#1) | 29.5   | 345 / 630 | –   | 피에르 루이지 베르사니 |

| 이탈리아 상원 |                |        |           |     |                        |
| 선거          | 합계           | 득표율 | 의석      | +/– | 대표                   |
| 2013년        | 9,686,683 (#1) | 31.6   | 127 / 315 | –   | 피에르 루이지 베르사니 |